# Rhoda Bulter
Rhoda Bulter (Lerwick, 15 luglio 1929 – 1994) è stata una poetessa e scrittrice britannica, nota per le sue poesie in dialetto delle Isole Shetland, che spesso declamava alla radio locale (Radio Shetland).

## Citazione
(Laurence I. Graham, "Shetland Literature and the idea of community" in Shetland’s Northern Links: Language and History, Edimburgo 1996)

## Opere
- Shaela             1976 – Thuleprint. ISBN 0-9504268-5-7
- A nev foo a coarn  1977 – Thuleprint. ISBN 0-906191-25-4
- Doobled-up         1978 – Thuleprint. ISBN 0-906191-25-4
- Link-Stanes        1980 – Shetland Times. ISBN 0-900662-28-X
- Snyivveries        1986 – Shetland Times. ISBN 0-900662-54-9

## CD –Bide a start wi‘ Me
Questo CD, ripubblicato nel 2006, trent'anni dopo la pubblicazione originale del 1976, presenta registrazioni di Rhoda Bulter che legge le seguenti sue poesie:
- Bide a start wi' Me
- Fladdabister
- Gjaan for da airrents
- Mairch
- Neeborly Feelin
- Bül My Sheep
- Sea Pinks
- Wadder
- Rüts
- Da Exile
- Yule E'en
- Delight
- Da Bargain Book
- A Coorse Day
- Da Keepsake
- Da Tale O' Da Gluff
- Aald Daa
- Da Trooker
- Why
- Hame Again
- Da Boags' Spree
- It